# Cle Elum (Washington)
Cle Elum ist eine Stadt (City) im Kittitas County im US-Bundesstaat Washington. Das U.S. Census Bureau hat bei der Volkszählung 2020 eine Einwohnerzahl von 2157 ermittelt. In der weiteren Umgebung leben über 40.000 Menschen. Nur anderthalb Autostunden von Seattle entfernt ist Cle Elum als Ausgangspunkt für Camping und Outdoor-Aktivitäten sehr beliebt. Das Motto der Stadt lautet „Heart of The Cascades“ (etwa: Herz der Kaskadenkette).

## Geschichte

### Frühe Jahre und industrielle Entwicklung
Es gibt keine genauen Aufzeichnungen über die Entdeckung der Kohlevorkommen. Auch die Auswahl des Stampede Pass aufgrund dieser Entdeckungen bleibt unklar. Im Frühjahr 1886 erkundeten Eisenbahningenieure unter Bogue und Huson die Region mit dem Ziel der Gründung eines Haltepunkts. Das gesamte Gebiet der künftigen Stadt, einer Station der Northern Pacific Railway, wurde als Clealum bezeichnet, benannt nach Tle-el-Lum (aus der Sprache der Kittitas gespr. wie englisch tlielləm) mit der Bedeutung „schnelles Wasser“, was sich auf den Cle Elum River bezieht. 1908 wurde der Name Clealum in Cle Elum geändert. Der Name wurde auf den Fluss, die Stadt und den Cle Elum Lake angewandt. Walter Reed ging eine Partnerschaft mit Thomas Johnson aus Ellensburg ein und wies etwa 26 ha (65 ac) als Stadtgebiet aus. Dies wurde rechtlich am 26. Juli 1886 abgesichert. Johnson war der Besitzer eines Sägewerks in Wilson Creek im Grant County und verlegte dieses Sägewerk in die Umgebung des neuen Ortes. Die Partner Reed und Johnson gründeten das zu dieser Zeit zweifellos größte derartige Werk im zentralen und östlichen Washington; die Kapazität lag bei über 12.000 m (40.000 ft) Rohholz pro Tag. Zur selben Zeit betrieben Frederick Leonhard und sein Schwager Gerrit d’Ablaing ein Sägewerk am Cooke Creek und später am Naneum; auch dieses wurde in die Umgebung von Cle Elum verlegt. Sie verarbeiteten einen Großteil des Holzes für den Stampede Tunnel.

### Das frühe 20. Jahrhundert
Cle Elum wurde offiziell am 12. Februar 1902 als Gebietskörperschaft anerkannt.
Eine Tragödie traf die Gegend am 16. Juli 1908 als 2 Wagenladungen Schwarzpulver während der Entladung durch die Northwest Improvement Company unerklärlicherweise explodierten und mindestens neun Menschen töteten, einschließlich Bergarbeitern, Angestellten eines NIC-Geschäfts und einer Familie, die mit ihren Kindern in einem Zelt nahe dem Gebäude lebten. Die Explosion, die sich etwa 1.200 m vom Stadtzentrum von Cle Elum entfernt ereignete, verteilte Trümmer und menschliche Überreste und ließ über die ganze Stadt verteilt Fensterscheiben zerspringen. Berichte der Einwohner verglichen die Explosion mit einem Erdbeben.
Am 15. Dezember 1910 traten Holzfäller der Cascade Lumber Company nahe Cle Elum in einen Streik, nachdem die Gesellschaft die Löhne um 5 Cent pro Tag gekürzt und damit begonnen hatte, 5 $ für Verpflegung zu berechnen.
1913 wurden erste Schritte unternommen, einen Zugang für Automobile durch die Kaskadenkette über den Snoqualmie Pass zu untersuchen. Im selben Jahr wurde eine Abgabe von 1,5 Mio. US$ erhoben, um die Staatsstraßen zu verbessern und zu erweitern. Der Hauptteil (590.743 US$) ging an den Bau des Sunset Highway zwischen Spokane und Seattle. Diese Hauptverbindung quer durch den Bundesstaat sollte Cle Elums Industriegebiet direkt anbinden und die Stadt wäre als erste auf der Reise nach Osten, die nach dem Übergang über den Pass zu erreichen wäre, so dass sich erheblicher Nutzen für die Stadt ergeben sollte. Im selben Jahr wurde angesichts des Gedeihens der Kohlegruben die zweite Bank der Stadt gegründet. 1914 war Cle Elums Bevölkerung, die zur Jahrhundertwende 100 Personen betrug, auf 3.000 Einwohner gewachsen.

### Großbrand von 1918
Cle Elums größte Katastrophe ereignete sich am 25. Juni 1918 als ein gewaltiges Feuer über 28 ha (70 ac; etwa 29 Häuserblocks) vernichtete und über 500.000 US$ Schaden verursachte. Als wahrscheinliche Ursache wurde später ein weggeworfener Zigarettenrest in einem Haufen Müll hinter einem Theater ermittelt. Dreißig Firmen und 205 Häuser wurden zerstört, so dass mehr als 1.800 Menschen obdachlos wurden. In der Folge gingen Hilfslieferungen aus dem gesamten Bundesstaat ein. Das Rote Kreuz lieferte Zelte aus dem Camp Lewis, um Obdachlose zu beherbergen. Außerdem wurden Soldaten aus Ellensburg zum Schutz der Geschäfte entsandt. Yakima und Portland (Oregon) ließen der Stadt gleichfalls Hilfe zukommen. Glücklicherweise waren keine Menschenleben zu beklagen.
Hohe Versicherungsprämien für Cle Elums Holzbauten hielten viele Menschen von der Zahlung ab. Eines der wenigen Gebäude in der Innenstadt von Cle Elum, die den Brand überstanden, war das Cle Elum State Bank Building, erbaut 1906; es existiert bis heute. Die Innenstadt wurde schnell aus Ziegelbauten wieder aufgebaut und viele dieser Gebäude sind bis heute erhalten.

## Geographie
Cle Elum liegt auf 47°11'39" N / 120°56'15" W. Nach dem United States Census Bureau nimmt die Stadt eine Gesamtfläche von 9,92 km² ein, von denen 9,98 km² Land- und 0,04 km² Wasserfläche sind. Cle Elum grenzt an Roslyn im Nordosten, South Cle Elum im Süden und Thorp im Südwesten.

## Klima
|                        | Jan    | Feb    | Mär    | Apr    | Mai   | Jun   | Jul   | Aug   | Sep   | Okt    | Nov    | Dez    |   |        |
| Mittl. Temperatur (°C) | −1,94  | 0,56   | 5,56   | 10,56  | 15,00 | 18,89 | 23,06 | 22,50 | 17,78 | 10,56  | 3,33   | −1,39  | ⌀ | 10,4   |
| Mittl. Tagesmax. (°C)  | 18,33  | 20,56  | 35,00  | 35,56  | 37,22 | 37,78 | 40,56 | 40,56 | 36,67 | 35,56  | 20,00  | 18,89  | ⌀ | 31,5   |
| Mittl. Tagesmin. (°C)  | −36,11 | −34,44 | −17,78 | −11,11 | −7,22 | −3,33 | −1,11 | −1,11 | −6,11 | −12,22 | −25,56 | −35,00 | ⌀ | −15,8  |
|                        |        |        |        |        |       |       |       |       |       |        |        |        |   |        |
| Niederschlag (mm)      | 26,92  | 26,42  | 20,07  | 21,34  | 34,80 | 36,32 | 17,27 | 17,27 | 11,43 | 17,78  | 31,50  | 31,75  | Σ | 292,87 |

| −36,11 |

| −34,44 |

| −17,78 |

| −11,11 |

| −7,22 |

| −3,33 |

| −1,11 |

| −1,11 |

| −6,11 |

| −12,22 |

| −25,56 |

| −35,00 |

| −36,11 |

| −34,44 |

| −17,78 |

| −11,11 |

| −7,22 |

| −3,33 |

| −1,11 |

| −1,11 |

| −6,11 |

| −12,22 |

| −25,56 |

| −35,00 |

## Demographie
| Jahr | Einwohner¹ |
| ---- | ---------- |
| 1870 | 4          |
| 1880 | 543        |
| 1890 | 243        |
| 1900 | 296        |
| 1910 | 2.749      |
| 1920 | 2.661      |
| 1930 | 2.508      |
| 1940 | 2.230      |
| 1950 | 2.206      |
| 1960 | 1.816      |
| 1970 | 1.725      |
| 1980 | 1.773      |
| 1990 | 1.778      |
| 2000 | 1.755      |
| 2010 | 1.872      |
| 2020 | 2.157      |

¹ 1870–2020: Volkszählungsergebnisse

### Census 2000
Nach der Volkszählung von 2010 gab es in Cle Elum 1.755 Einwohner, 792 Haushalte und 1.448 Familien. Die Bevölkerungsdichte betrug 457,8 pro km². Es gab 956 Wohneinheiten bei einer mittleren Dichte von 249,4 pro km². Die Bevölkerung bestand zu 95,16 % aus Weißen, zu 0,51 % aus Afroamerikanern, zu 1,03 % aus Indianern, zu 0,57 % aus Asiaten, zu 0,85 % aus anderen „Rassen“ und zu 1,88 % aus zwei oder mehr „Rassen“. Hispanics oder Latinos „jeglicher Rasse“ bildeten 3,36 % der Bevölkerung.
Von den 792 Haushalten beherbergten 67,4 % Kinder unter 18 Jahren, 63,1 % wurden von zusammen lebenden verheirateten Paaren, 10,9 % von alleinerziehenden Müttern geführt; 43,4 % waren Nicht-Familien. 35,4 % der Haushalte waren Singles und
16,2 % waren alleinstehende über 65-jährige Personen. Die durchschnittliche Haushaltsgröße betrug 2,22 und die durchschnittliche Familiengröße 2,87 Personen.
Der Median des Alters in der Stadt betrug 40 Jahre. 23,2 % der Einwohner waren unter 18, 7,6 % zwischen 18 und 24, 26,7 % zwischen 25 und 44, 24,6 % zwischen 45 und 64 und 17,9 % 65 Jahre oder älter. Auf 100 Frauen kamen 93,1 Männer, bei den über 18-Jährigen waren es 92,3 Männer auf 100 Frauen.
Alle Angaben zum mittleren Einkommen beziehen sich auf den Median. Das mittlere Haushaltseinkommen betrug 28.144 US$, in den Familien waren es 39.000 US$. Männer hatten ein mittleres Einkommen von 32.750 US$ gegenüber 26.645 US$ bei Frauen. Das Pro-Kopf-Einkommen betrug 16.620 US$. Etwa 17,4 % der Familien und 20,8 % der Gesamtbevölkerung lebte unterhalb der Armutsgrenze; das betraf 22,3 % der unter 18-Jährigen und 18,5 % der über 65-Jährigen.

### Census 2010
Nach der Volkszählung von 2010 gab es in Cle Elum 1.872 Einwohner, 857 Haushalte und 500 Familien. Die Bevölkerungsdichte betrug 189,2 pro km². Es gab 1.105 Wohneinheiten bei einer mittleren Dichte von 117,7 pro km². Die Bevölkerung bestand zu 92,1 % aus Weißen, zu 0,4 % aus Afroamerikanern, zu 0,7 % aus Indianern, zu 1 % aus Asiaten, zu 0,1 % aus Pazifik-Insulanern, zu 1,7 % aus anderen „Rassen“ und zu 4 % aus zwei oder mehr „Rassen“. Hispanics oder Latinos „jeglicher Rasse“ bildeten 5,8 % der Bevölkerung.
Von den 857 Haushalten beherbergten 27,9 % Kinder unter 18 Jahren, 39,6 % wurden von zusammen lebenden verheirateten Paaren, 12,4 % von alleinerziehenden Müttern und 6,4 % von alleinstehenden Vätern geführt; 41,7 % waren Nicht-Familien. 34,2 % der Haushalte waren Singles und 13,7 % waren alleinstehende über 65-jährige Personen. Die durchschnittliche Haushaltsgröße betrug 2,18 und die durchschnittliche Familiengröße 2,76 Personen.
Der Median des Alters in der Stadt betrug 41 Jahre. 22 % der Einwohner waren unter 18, 7,7 % zwischen 18 und 24, 25,3 % zwischen 25 und 44, 27,6 % zwischen 45 und 64 und 17,4 % 65 Jahre oder älter. Von den Einwohnern waren 50,2 % Männer und 49,8 % Frauen.

## Persönlichkeiten
- Allen Larsen, Radsportler (Ultramarathon)
- Dick Scobee (1939–1986), Astronaut, beim Challenger-Unglück getötet
- Douglas Albert Munro (1919–1942), der erste und bisher einzige Angehörige der U.S. Coast Guard, der mit der Medal of Honor ausgezeichnet wurde